# Championnat du Maroc de football 1985-1986
Navigation
Édition précédente Édition suivante
La saison 1985-1986 du championnat du Maroc de football voit le 12e sacre de Wydad AC.
Aucune équipe n'est reléguée cette année-là, alors que l'US Touarga Rabat, le FA Ben Slimane, l'Hassania Agadir, et l'Hilal Nador sont promus en 1re division. Cette procédure permet la création de 2 poules de 1re division l'année suivante.

## Classement final
| Rang | Équipe                       | Pts | J  | G  | N  | P  | Bp | Bc | Diff |
| ---- | ---------------------------- | --- | -- | -- | -- | -- | -- | -- | ---- |
| 1    | Wydad AC                     | 93  | 38 | 23 | 9  | 6  | 56 | 27 | +29  |
| 2    | Raja CA                      | 91  | 38 | 20 | 13 | 5  | 48 | 17 | +31  |
| 3    | FAR de Rabat CdT             | 89  | 38 | 16 | 19 | 3  | 51 | 19 | +32  |
| 4    | KAC de Kénitra V             | 81  | 38 | 15 | 13 | 10 | 39 | 27 | +12  |
| 5    | FUS de Rabat                 | 81  | 38 | 14 | 15 | 9  | 26 | 21 | +5   |
| 6    | Maghreb de Fès T             | 80  | 38 | 13 | 16 | 9  | 32 | 24 | +8   |
| 7    | CODM de Meknès               | 79  | 38 | 12 | 17 | 9  | 37 | 35 | +2   |
| 8    | Renaissance de Berkane       | 77  | 38 | 9  | 19 | 10 | 35 | 28 | +7   |
| 9    | Kawkab de Marrakech P        | 76  | 38 | 13 | 12 | 13 | 34 | 36 | -2   |
| 10   | Association sportive de Salé | 76  | 38 | 12 | 14 | 12 | 38 | 28 | +10  |
| 11   | Chabab Mohammédia P          | 74  | 38 | 11 | 14 | 13 | 33 | 30 | +3   |
| 12   | Difaâ d'El Jadida            | 74  | 38 | 14 | 8  | 16 | 26 | 34 | -8   |
| 13   | Union de Mohammédia P        | 73  | 38 | 10 | 17 | 11 | 30 | 32 | -2   |
| 14   | Olympique Club de Khouribga  | 73  | 38 | 12 | 11 | 15 | 33 | 41 | -8   |
| 15   | Union de Sidi Kacem          | 72  | 38 | 10 | 14 | 14 | 35 | 46 | -11  |
| 16   | Mouloudia Club d'Oujda       | 71  | 38 | 9  | 15 | 14 | 21 | 28 | -7   |
| 17   | Renaissance de Settat        | 70  | 38 | 8  | 16 | 14 | 20 | 27 | -7   |
| 18   | Renaissance de Kénitra       | 67  | 38 | 9  | 11 | 18 | 34 | 62 | -28  |
| 19   | Chabab Sakia Hamra           | 61  | 38 | 6  | 11 | 21 | 19 | 48 | -29  |
| 20   | ACK Belksiri P               | 61  | 38 | 6  | 11 | 21 | 21 | 63 | -42  |

Qualifications arabes et africaines
- Qualifié pour la Coupe des clubs champions africains 1987
- Qualifié pour la Coupe d'Afrique des vainqueurs de coupe 1987
- Qualifié pour la Coupe des clubs champions arabes de football 1987

Abréviations
T : Tenant du titre

V : Vice-champion 1984-1985

CdT : Vainqueur de la Coupe du Trône 1985-1986

P : Promus du Championnat du Maroc de football D2

## Bilan de la saison
| Championnat du Maroc de football 1985-1986                        |                                   |
| Champion                                                          | Wydad AC (12e titre)              |
| Coupes et trophées                                                |                                   |
| Vainqueur de la Coupe du Trône 1985-1986                          | FAR de Rabat                      |
| Qualifications continentales                                      |                                   |
| Coupe des clubs champions africains 1987                          | Wydad AC                          |
| Coupe d'Afrique des vainqueurs de coupe 1987                      | FAR de Rabat                      |
| Coupe des clubs champions arabes de football 1987                 | Raja Club Athletic                |
| Promotions et relégations                                         |                                   |
| Promus en Championnat du Maroc de football                        | Forces Auxiliaires de Ben Slimane |
| Promus en Championnat du Maroc de football                        | Hilal de Nador                    |
| Promus en Championnat du Maroc de football                        | Union de Touarga                  |
| Promus en Championnat du Maroc de football                        | Hassania d'Agadir                 |
| Relégués en Championnat du Maroc de football de deuxième division |                                   |